# 琉球群島和小笠原群島政權移交
琉球群島和小笠原群島政權移交，日本稱為本土復歸（日语：／ Hondo fukki ?），指的是在二戰後，美國陆续將戰後接管的吐噶喇群島、奄美群島、小笠原群島和沖繩縣等日本北纬30°以南的领土返還日本的過程。

## 背景
二戰後駐日盟軍總司令部根据1946年1月29日发布的同盟国最高司令官指令677号要求日本帝国政府立即停止施政，其中第3项规定了当时的日本行政权之范围，其中规定：
　本指令提及的日本定義如下。
包含于日本的地域
日本的四个主要島嶼（北海道、本州、四国、九州）、对马群岛、北緯30度以北的琉球群岛（南西諸島）（不包含口之島），以及邻接的约1千个小島嶼
不包含于日本的地域
(a) 鬱陵島、竹島、济州岛。(b) 北緯30度以南的琉球群岛（南西諸島）（包含口之島）、伊豆、南方、小笠原、硫磺群島、及包含大東群島、沖之鳥島、南鳥島、中之鸟岛的其他太平洋各岛。(c) 千島列島、齿舞群岛（包含水晶、勇留、秋勇留、志发、多樂島）、色丹島。——SCAPIN677
(b)子项规范之地域除伊豆群島在1946年3月就归还给日本外，其余各岛皆由美国接管。
1951年9月，包括日本在内的49个国家簽訂《舊金山和約》，其第三条规定日本将会同意美国提出的将琉球群岛、小笠原群島等北纬29度以南島嶼提交聯合國「信託統治」制度的提議，并在此之前由美國获得立法、行政和司法权。《舊金山和約》確認日本仅将琉球群島和小笠原群島的行政權交予美国，但同时美国获得了将它们提交联合国託管理事會的权利。事實上美國原本計畫將它们交由聯合國託管理事會，从日本分離出並獨立。然而後來美國意識到，如果將其託管，便不能有效利用这些岛屿來與蘇聯對抗、防止共產主義勢力進入太平洋。因此美國決定，撤回以獨立為前提的託管計劃，改認可日本對这些岛屿的潛在主權，維持以軍隊統治琉球的型態。1952年4月28日《舊金山和約》生效，日本將琉球群島、小笠原群島的行政权交與美國。由于後來美國并未将其提交联合国托管理事会，而是默認日本對琉球群島、小笠原群島的主權，因此这些岛屿没有成为美国领土或联合国托管领土，岛屿上的居民也保留着日本的国籍。

## 吐噶喇群島
1952年2月10日，《舊金山和約》生效前，美軍把吐噶喇群島交與日本國。

## 奄美群島
1953年12月25日，美軍把奄美群島交與日本國。原因是奄美群島的美軍基地較少，且美国统治一方面切断奄美群島过去与鹿儿岛本土的经济联系，又将大部分资源集中在冲绳本岛，使奄美群島经济衰落，當地復歸運動因此較其他地區更为激烈。不過在外交上，美國將此事稱為給日本的「聖誕節禮物」，日本国会也对此通过致謝和祝賀決議。

## 小笠原群島
在美国统治下，只有129名歐美裔小笠原群島居民被允许于1946年回到小笠原群島。美军占领时期，美军在父岛设立了海军基地，每月由从关岛来的军用船运送物资。欧美裔岛民被集中安置在特定区域，战前的土地所有權不被承认，许多岛民在美军设施中工作。岛上还设立了名为"五人委员会"的自治组织。1956年，为美军子弟设立的拉德福德提督初等学校开始为岛上儿童提供教育，而高等教育则需前往关岛接受。
1968年4月，日美签署《小笠原复归协定》，确定了小笠原群岛的归还事宜。1968年6月26日，美國將小笠原諸島返還與日本國。美军决定的土地所有權在本土復歸后继续沿用，并有助于小笠原群島的开发，但也引发了与战前土地所有者的补偿谈判纠纷。后来，美军無視日本政府意见，在父岛建立核武器储存设施，并储存数枚核弹头的历史被揭露。

## 沖繩縣
1972年5月15日，美國將沖繩縣返還與日本國。

## 關聯條目
- 吐噶喇群島
- 奄美群島
- 小笠原群岛
- 琉球群島
- 沖繩縣
- 沖繩政權移交
- 美國統治琉球時期
- 同盟國軍事佔領日本